# Balvi (rejon)
Balvi (łot. Balvu rajons) – rejon w północno-wschodniej Łotwie, funkcjonujący w latach 1949–2009.
Rejon graniczył z Rosją oraz z rejonami: Alūksne, Gulbene, Lucyn, Madona i Rzeżyca.
Zniesiony 30 czerwca 2009, w ramach reformy administracyjnej.